# JabRef

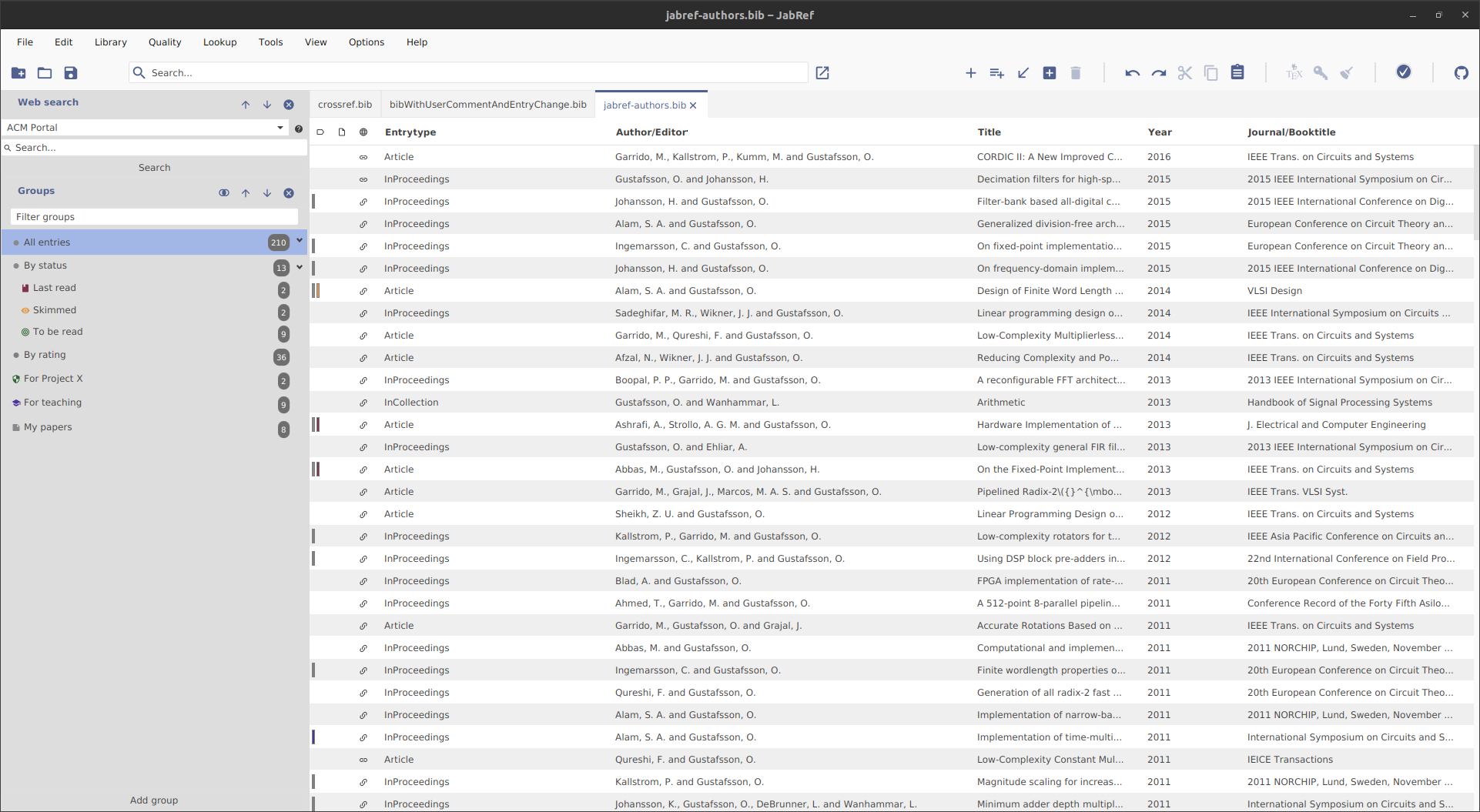
Скріншот програми

JabRef — це кросплатформне програмне забезпечення з відкритим кодом для керування цитуванням та довідками. Це система управління бібліографічною інформацією з відкритим вихідним кодом (open source). "Рідним" форматом є BibTeX, стандартний формат бібліографіх для LaTeX-у. JabRef працює під Java VM (версія 1.5), та є кросплатформ додатком для Windows, Linux та Mac OS X. Оригінальна версія була випущена 29 листопада 2003 року.
JabRef надає інтерфейс для редагування файлів BibTeX, для імпорту даних з онлайн-наукових баз даних, а також для керування та пошуку файлів BibTeX. JabRef був випущений на умовах ліцензії MIT з версії 3.6 (і раніше був під ліцензією GPL). JabRef має цільову аудиторію вчених, і багато університетських бібліотек написали посібники з його використання.

## Features
Будь-який менеджер бібліографічної інформації складається з трьох принципових частин:
-	база даних, в якій зберігається повна інформація про джерела (тип, автор, назва, видавництво, номера сторінок тощо). Базу можна переглядати, редагувати посилання чи додавати нові, здійснювати фільтрацію і пошук по всіх полях;
-	модуль імпорту, що дозволяє автоматично «витягувати» інформацію про джерела із наукових баз даних, вебсторінок, текстових документів і поміщати її в базу;
-	плагін для текстового редактора, який дозволяє вставляти в текст посилання на джерела з бази даних, автоматично нумерує їх і формує список літератури. 
Формат посилань і списку літератури можна швидко змінювати, вибираючи один з наявних стилів оформлення. Можуть також бути присутнім інструменти для синхронізації баз даних через інтернет, спільного доступу до баз, автоматичної перевірки посилань по базах даних наукових статей.
Таким чином, бібліографічні менеджери надають наступні можливості:
-	ведення локальної бази бібліографічних даних;
-	пошук бібліографічної інформації в електронних каталогах безпосередньо з програми;
-	імпорт знайдених бібліографічних записів в свою картотеку для подальшого використання;
-	можливість працювати з повнотекстовими ресурсами, у тому числі з ресурсами Інтернету;
-	можливість генерувати систему бібліографічних посилань в різних форматах; спростування шаблонів оформлення.

## Можливості
- Розширений редактор BibTeXу
- Детальне редагування полів BibTeX
- Можливості пошуку та збереження результатів пошуку, як окремих категорій.
- Можливість класифікувати вміст
- Можливість збирання вмісту в групи, по ключовим словам або іншим полям.
- Імпорт різних форматів: BibTeXML, CSA, Refer/Endnote, ISI Web of Science, SilverPlatter, Medline/Pubmed (xml), Scifinder, OVID, INSPEC, Biblioscape, Sixpack, JStor та RIS.
- Можливість експорту (HTML, Docbook, BibTeXML, MODS, RTF, Refer/Endnote та OpenOffice.org.)
- Можливість зміни або додавання власних полів BibTeXу
- Можливість зміни інтерфейсу
- Запуск зовнішніх застосунків: PDF/PS/DjVu viewers, web browser, та цитування в LyX, Kile, Emacs, Vim, WinEdt та OpenOffice.org
- Автоматичне генерування BibTeX ключів
- Пошук в Medline, CiteSeer, IEEEXplore та arXiv
- Підтримка XMP Metadata в PDF
- Підтримка плагінів (один з: OOPlugin-jabref - цитування в OpenOffice.org, що має можливість редагування стилю оформлення списку літератури простим описанням правил  [Архівовано 12 липня 2011 у Wayback Machine.])